# Polly of the Circus (pel·lícula de 1917)

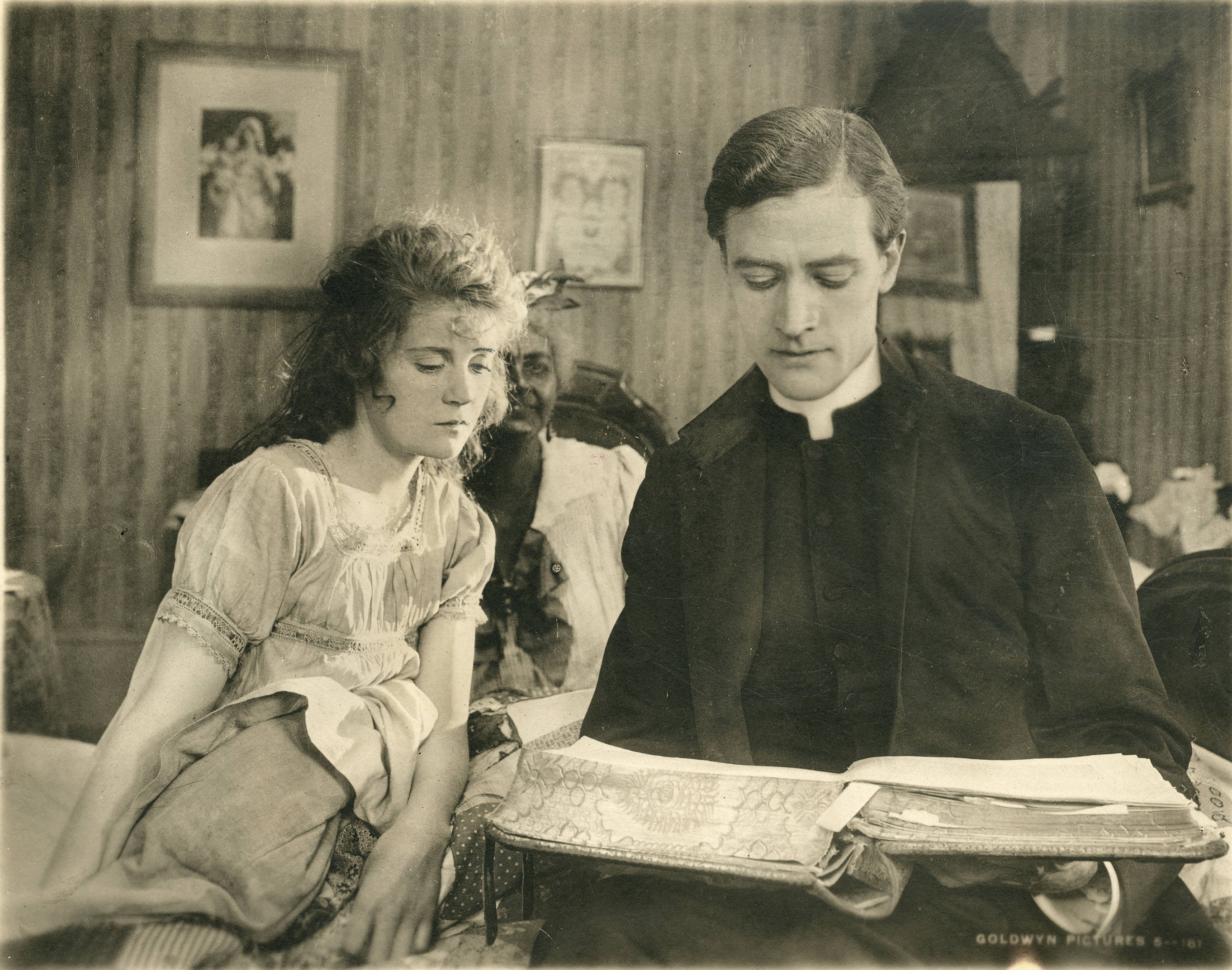
Mae Marsh i Vernon Steele en una escena de la pel·lícula

Polly of the Circus és una pel·lícula muda codirigida per Edwin L. Hollywood i Charles T. Horan, i protagonitzada per Mae Marsh, entre d'altres. Es tracta de la primera pel·lícula produïda per la Goldwyn Pictures Corporation. Va tenir un cost de 250.000 dòlars. Basada en l'obra de teatre homònima de Margaret Mayo, es va estrenar el 9 de setembre del 1917. Durant un cert temps es va considerar una pel·lícula perduda ja que la darrera còpia havia estat destruïda en l'incendi de la volta de la MGM, però el 1978 se'n va localitzar una còpia entre una col·lecció de pel·lícules de cinema mut enterrades en el permafrost de Dawson City. N'existeix una altra versió rodada el 1932 i protagonitzada per Clark Gable i Marion Davies.

## Argument
Polly és una petita amazona en un circ. Un dia la seva mare, una equilibrista, cau i mor per lo que ella, és criada per Big Jim, el director, i per Toby, el pallasso del circ. Polly es fa gran i esdevé un gran genet que munta els cavalls a pèl. Un dia, fent una doble tombarella sobre el cavall, és ferida greument. Polly és traslladada a casa del jove capellà John Douglas per recuperar-se i el circ es veu obligat continuar el gir sense ella deixant-hi també el cavall Bingo. El pastor troba en Polly algú molt diferent a qualsevol dels seus feligresos i de mica en mica l'amor apareix entre ells dos tot i que no en són conscients.
Les xafarderes del poble, liderades pel diaca Strong, estan escandalitzades de que el pastor s'hagi enamorat de la noia de circ, i el volen obligar a triar entre la noia o la parròquia. Mentrestant, Polly s'assabenta que la gent del circ ha de menester diners amb urgència. Per ajudar-los decideix fer participar Bingo en una cursa i guanya per davant del cavall del diaca. Aquest, amb ràbia, li diu que la seva estança al poble fa molt de mal a John Douglas. Aleshores, amb recança, se'n va per retrobar-se amb el circ i donar-los els diners guanyats.
Passa un any en què Polly enyora John i el circ retorna al poble. John intenta trobar la noia per tal que li doni una explicació i s'assabenta de la veritat. En aquell moment es produeix un incendi entre les tendes del circ. En la confusió i el desastre general, John salva la vida de la noia. Els enamorats es retroben, ella promet ser la seva esposa i en braços del John, Polly s'acomiada dels seus amics del circ.

## Repartiment
- Mae Marsh (Polly)
- Vernon Steele (John Douglas)
- Charles Eldridge (Toby)
- Wellington A. Playter (Big Jim)
- George S. Trimble (Barker)
- Lucille La Verne (Mandy)
- Dick Lee (Hasty)
- Charles Riegel (diaca Strong)
- Lucille Southerwaite (filla del diaca)
- Jack B. Hollis (diaca Elverson)
- Helen Sallinger (senyora Elverson)
- Isabel Vernon (Sallie)
- Viola Compton (la vídua Jane)
- John Carr (Jim)
- Stephen Carr (John)